# Adams Ridge
Adams Ridge är en bergstopp i Antarktis. Den ligger i Östantarktis. Nya Zeeland gör anspråk på området. Toppen på Adams Ridge är 800 meter över havet.
Terrängen runt Adams Ridge är varierad. Trakten är obefolkad utan några samhällen i området. 